# Vas campaniforme d'Olèrdola
El vas campaniforme d'Olèrdola és una peça ceràmica datada entre els segles XVIII i XV aC, trobada a Sant Miquel d'Olèrdola durant les excavacions dels anys vuitanta. Format per 43 fragments, el vas té una forma esfèrica i acampanada amb coll curt. La seva decoració incisa utilitza les tècniques de punt i ratlla i incisió simple, amb motius geomètrics que caracteritzen el fenomen campaniforme. La seva utilitat, ja sigui domèstica o funerària, és desconeguda ja que va ser trobat fora de context.
L'estil campaniforme és un estil ceràmic que es va desenvolupar a Europa entre el Calcolític i l'edat del bronze, amb vasos que recorden campanes invertides en formes i mides variables. El seu origen és qüestionat, amb teories que situen la seva aparició tant a Portugal com a l'Europa central. Va ser àmpliament difós en altres àrees com els Països Baixos, la França mediterrània i atlàntica, la península Ibèrica i les illes Britàniques.